# Dreamless
Dreamless è un romanzo di Josephine Angelini ed è il secondo della trilogia chiamata The Awakening Series.

## Personaggi
- Helen Hamilton, la protagonista femminile. Discendente. Esteticamente uguale ad Elena di troia, ha il potere di volare e lanciare fulmini. Inoltre ha la capacità di muoversi negli inferi. Lei è invulnerabile.
- Lucas Delos, il protagonista maschile. Discendente. È in grado di volare, è uno svelatore, imparando a piegare a dovere la luce riesce a diventare invisibile ed è diventato un Maestro delle Ombre.
- Cassandra Delos, sorella minore di Lucas. Discendente. È l'Oracolo delle parche.
- Hector Delos, il cugino maggiore di Lucas. Discendente. È un guerriero abilissimo.
- Ariadne Delos, sorella minore di Hector, gemella di Jason. Discendente. È una guaritrice.
- Jason Delos, fratello gemello di Ariadne.	Discendente. È un guaritore.
- Claire, la migliore amica di Helen. Umana. È giapponese ed ha una storia con Jason.
- Matt, il migliore amico di Helen. Umano. Ha una relazione con Ariadne.
- Orion, esteticamente uguale ad Adone, è il rivale di Lucas. Discendente.